# Marcin Szeligiewicz
Marcin Marian Szeligiewicz (ur. 23 października 1906 w Starym Sączu, zm. 19 grudnia 1962 w Warszawie) – polski nauczyciel, pedagog i działacz kulturalny, pianista i kompozytor.

## Życiorys
W 1926 zdał maturę w Seminarium Nauczycielskim w Starym Sączu. W tym samym roku osiedlił się na Górnym Śląsku. Otrzymał posadę nauczyciela w szkole powszechnej w Mikołowie. Uczył także w tamtejszym Gimnazjum Żeńskim oraz prowadził chór i orkiestrę. W latach 1927–1932 studiował w Konserwatorium Muzycznym w Katowicach, a następnie w Instytucie Pedagogicznym w Katowicach (pewne tradycje tej placówki ma Uniwersytet Śląski w Katowicach). Był dyrygentem w Stowarzyszeniu Miłośników Muzyki Województwa Śląskiego. W latach 1937–1939 pełnił funkcję kierownika szkoły powszechnej w Łaziskach Górnych. 
W czasie II wojny światowej uczył w szkołach w Piwnicznej, Starym Sączu, Gołkowicach, Barcicach. Po zakończeniu II wojny światowej powrócił na stanowisko kierownika szkoły powszechnej w Łaziskach Górnych. Od 1946 r. objął posadę nauczyciela w Państwowym Liceum Pedagogicznym w Katowicach. Był wizytatorem szkół muzycznych w Katowicach. W latach 1951–1962 piastował stanowisko dyrektora Państwowego Liceum Muzycznego w Katowicach. Sprawował mandat radnego Wojewódzkiej Rady Narodowej dwóch kadencji z ramienia SD (1954–1962). 
Zginął w katastrofie lotniczej w Warszawie w porcie lotniczym Warszawa-Okęcie w wieku 56 lat. Został pochowany 23 grudnia 1962 na cmentarzu przy ul. Francuskiej w Katowicach.
Kompozytor i nauczyciel jest patronem katowickiej ulicy w Śródmieściu.